# Gustav Krukenberg
Gustav Krukenberg (* 8. März 1888 in Bonn; † 23. Oktober 1980 in Bad Godesberg) war ein deutscher Jurist und General im Rang eines SS-Brigadeführers und Generalmajors der Waffen-SS. Zuletzt war er Kommandeur der 11. SS-Freiwilligen-Panzergrenadier-Division „Nordland“ während der Schlacht um Berlin im April 1945.

## Leben
Er wurde in Bonn als Sohn des Hochschulprofessors Georg Krukenberg und der Elsbeth Krukenberg-Conze, Tochter des Archäologen Alexander Conze, geboren. 1907 trat er als Fähnrich in das Deutsche Heer ein. An der Albert-Ludwigs-Universität Freiburg studierte er Rechtswissenschaft. 1909 wurde er im Corps Hasso-Borussia Freiburg recipiert. 1911 wurde er zum Dr. iur. promoviert.   Im Ersten Weltkrieg diente er als Ordonnanz und Adjutant, bevor er schließlich 1918 nach der Absolvierung des Generalstabslehrganges Sedan zum Hauptmann befördert wurde.
Nach dem Ersten Weltkrieg arbeitete Krukenberg als Privatsekretär im Außenministerium und war in der Industrie, als Mitglied der Geschäftsführung im Reichsverband der Deutschen Industrie, tätig. Im Jahre 1926 eröffnete Krukenberg in Paris das Büro des Deutsch-Französischen Studienkomitees, welches sich deutsch-französischen Elitenbegegnungen aus Wirtschaft, Geisteswissenschaft, Verwaltung und Publizistik widmete.
Er war Mitglied der Gesellschaft zum Studium des Faschismus. Zum 1. April 1932 trat er in die NSDAP ein (Mitgliedsnummer 1.067.635) und war nach Hitlers Machtergreifung im Propagandaministerium als Rundfunkkommissar tätig. 1932/33 gehörte er der SA an, seit dem 30. Mai 1933 war er Mitglied der SS (Mitgliedsnummer 116.685).
Nach Ausbruch des Zweiten Weltkriegs diente er als Major im Generalstab in den Niederlanden und ab 1941 in Paris. 1943 wurde er Chef des Stabes der Wirtschaftsinspektion Mitte in Weißrussland, bevor er im Dezember dieses Jahres im Rang eines SS-Obersturmbannführers in die Waffen-SS überführt wurde. Im Januar 1944 wurde er Chef des Stabes des V. SS-Gebirgskorps und bald zum SS-Standartenführer und dann zum SS-Oberführer befördert. Ab Mai 1944 diente er wiederum als Chef des Stabes beim VI. SS-Freiwilligen-Armeekorps (lettisches) und ab Juli 1944 als Befehlshaber der Waffen-SS im Reichskommissariat Ostland.
Aufgrund seiner Erfahrungen in Paris und seiner Kenntnisse der französischen Sprache wurde Krukenberg im September 1944 unter Beförderung zum SS-Brigadeführer zum Inspekteur der französischen Verbände der Waffen-SS ernannt. In dieser Funktion beaufsichtigte er die Aufstellung der 33. Waffen-Grenadier-Division der SS „Charlemagne“, welche zum Großteil aus französischen Kollaborateuren bestand. Im April 1945 brach er trotz heftiger Kämpfe und zahlreicher Verluste nach Berlin durch. Nach dem Zusammenschluss mit der 11. SS-Freiwilligen-Panzergrenadier-Division „Nordland“ verlieh er am 29. April 1945 eines der letzten Ritterkreuze des Eisernen Kreuzes an den französischen Unterscharführer Eugène Vaulot (1923–1945).
Nach der Kapitulation hielt sich Krukenberg kurze Zeit in Berlin-Dahlem versteckt, stellte sich am 12. Mai 1945 der sowjetischen Besatzungsbehörde in Berlin-Steglitz und war bis 1956 in sowjetischer Gefangenschaft.
Aus der Gefangenschaft zurückgekehrt, engagierte sich Krukenberg im Verband der Heimkehrer, wobei er sich wieder in seinem Sinn für eine deutsch-französische Verständigung einsetzte. Er war zugleich Redakteur beim Stifterverband für die deutsche Wissenschaft.

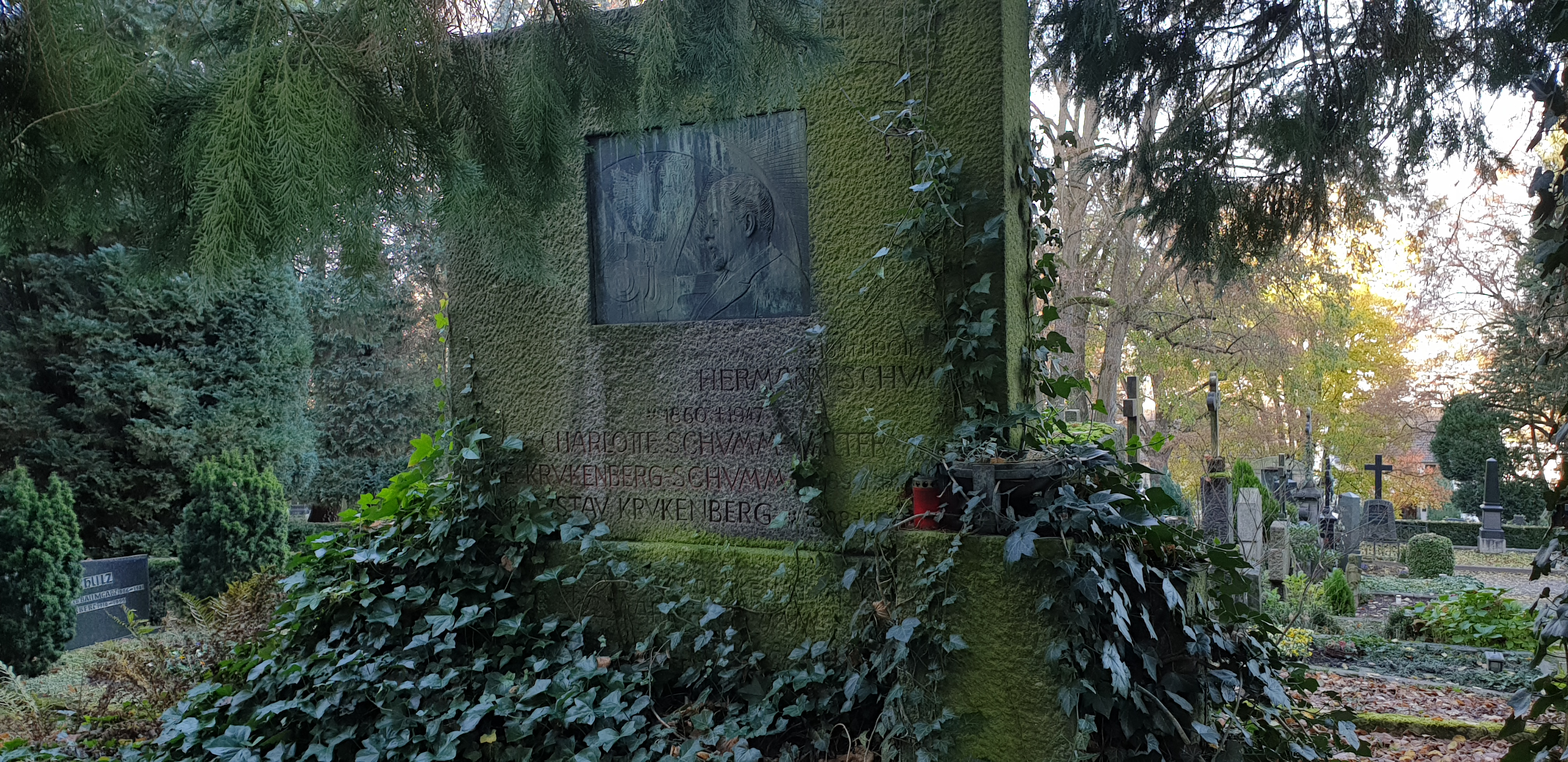
Grab des Ehepaars Krukenberg auf dem Kessenicher Bergfriedhof in Bonn

Der Historiker Werner Conze ist sein Cousin, der Historiker Peter Schöttler sein Enkel.

## Auszeichnungen
- Eisernes Kreuz (1914) II. und I. Klasse
- Wiederholungsspange II. und I. Klasse
- Kriegsverdienstkreuz (1939) II. und I. Klasse mit Schwertern